# المقابلة (الشاهل)

تعديل مصدري - تعديل

المقابلة هي إحدى قرى عزلة الامرور بمديرية الشاهل التابعة لمحافظة حجة، بلغ تعداد سكانها 132 نسمة حسب تعداد اليمن لعام 2004.